# Carolina Lapausa
Carolina Lapausa (Madrid, España, 19 de noviembre de 1981) es una actriz española de televisión, cine y teatro.

## Biografía
Desde muy pequeña comenzó a interesarse por el mundo del arte.
Estudió ballet y danza española en el Conservatorio Profesional de Danza de Madrid, para después realizar su sueño de ser actriz e ingresar en la RESAD, donde se licenció en Interpretación.
Una vez terminados los estudios oficiales, no abandona su formación y compagina su carrera profesional con cursos regulares en el Estudio Juan Carlos Corazza y con diferentes maestros en España, Argentina y Reino Unido.
En 2011 interpretó el papel de Isabelita de Viana en la serie de RTVE La Señora y su continuación 14 de abril. La República.
En 2014 y 2015 se incorporó a la ficción de sobremesa Amar es para siempre, emitida en Antena 3. Allí interpretaba a Cristina Pérez
En 2014, fichó por la nueva serie de los creadores de la serie Aída en la cadena Telecinco llamada Anclados en la que dio vida a Cuca Pineda Federichi de Castro de Padua.
Apareció como personaje recurrente serie Pulsaciones de Antena 3, cuyo estreno fue a principios del año 2017.
En 2017 formó parte del elenco, como personaje secundario, de la serie Estoy vivo interpretando a Gloria, la profesora de Bea.
A finales de 2023 se confirmó su ficha por Sueños de libertad, serie diaria de Antena 3 para interpretar a Luz Expósito, junto con Alain Hernández, Natalia Sánchez y Daniel Tatay, entre otros.

## Filmografía

### Televisión

#### Series de televisión
| Año/s           | Serie                               | Personaje                                | Notas        |
| --------------- | ----------------------------------- | ---------------------------------------- | ------------ |
| 2000            | Al salir de clase                   | Fina                                     | 7 episodios  |
| 2002            | Policías, en el corazón de la calle |                                          | 1 episodio   |
| 2002-2003       | El comisario                        | Sonia / Santos Escobedo Martínez         | 2 episodios  |
| 2003            | Casi perfectos                      |                                          | 19 episodios |
| 2004            | Los 80                              |                                          | 1 episodio   |
| 2006            | Hospital Central                    | Teresa "Tere"                            | 1 episodio   |
| 2006            | Con dos tacones                     |                                          | 7 episodios  |
| 2006            | Mujeres                             |                                          | 1 episodio   |
| 2007-2008       | El internado                        | Jacinta (de joven)                       | 4 episodios  |
| 2002-2003, 2008 | Cuéntame cómo pasó                  | Estudiante 2/Chica de la peluquería      | 4 episodios  |
| 2009            | Hermanos y detectives               |                                          | 1 episodio   |
| 2008-2010       | La Señora                           | Isabel "Isabelita" de Viana              | 29 episodios |
| 2011; 2018      | 14 de abril. La República           | Isabel "Isabelita" de Viana              | 15 episodios |
| 2012            | Gran Hotel                          | Agatha Mary Clarissa Miller              | 1 episodio   |
| 2014-2015       | Amar es para siempre                | Cristina Pérez                           | 48 episodios |
| 2015            | Anclados                            | Cuca Pineda Federichi de Castro de Padua | 1 episodio   |
| 2017            | Pulsaciones                         | Olga                                     | 10 episodios |
| 2017            | Estoy vivo                          | Profesora Gloria Samper                  | 9 episodios  |
| 2018            | Pequeñas coincidencias              | Andrea                                   | 2 episodios  |
| 2020            | Perdida                             | Inmaculada "Inma" Rodríguez Colomer      | 11 episodios |
| 2024-presente   | Sueños de libertad                  | Luz Borrell / Luz Expósito               | ¿? episodios |

#### Miniseries
| Año  | Miniserie          | Personaje/s                                                                 | Notas       |
| ---- | ------------------ | --------------------------------------------------------------------------- | ----------- |
| 2008 | Martes de carnaval | Niña rifa/Manolita/Dolores Almadén/Maruja Mayo / Chica Reparto / Periodista | 3 episodios |

| 2024 | Ni una más | Profesora | 8 episodios |

#### Tv Movies
| Año  | Película de TV    | Personaje       | Dirigido por |
| ---- | ----------------- | --------------- | ------------ |
| 2016 | La corona partida | Juana de Aragón | Jordi Frades |

### Cine

#### Largometrajes
| Año  | Largometraje                       | Personaje         | Dirigido por                |
| ---- | ---------------------------------- | ----------------- | --------------------------- |
| 2020 | Los Europeos                       | Vicen             | Víctor García León          |
| 2017 | TOC TOC                            | Rocío             | Vicente Villanueva          |
| 2016 | Zipi y Zape y la isla del capitán  | Madre             | Oskar Santos                |
| 2008 | Esperpentos                        | Varios personajes | José Luis García Sánchez    |
| 2007 | Miguel y William                   | Juana             | Inés París                  |
| 2002 | Peor imposible, ¿qué puede fallar? | Carlota           | David Blanco y José Semprún |
| 2001 | Buñuel y la mesa del rey Salomón   | Monja             | Carlos Saura                |

#### Cortometrajes
- Diario de un desamor, como Desidia. Dir. Patricia Campos (2003)
- ¿Me das fuego?, como una chica. Dir. Elena de Torres (2013)
- Ahora es cuándo me besas, como Ana. Dir. Ángeles Maeso (2015)
- Cambio, como Ana. Dir. Daniel Romero (2016)

### Teatro
- La metamorfosis, como Greta. Dir. Alfonso Pindado (2000)
- Hasta el domingo, como Lucía. Dir. Alberto Maravillas (2001)
- La herida en el costado, como Eva. Dir. José Bornás (2002)
- Las alegres comadres de Windsor, como Anne Page Dir. Gustavo Tambascio (2002)
- Adiós a todos, como Miguel. Dir. Aitana Galán (2002-2004)
- El último reloj, como Tommy. Dir. Manuel Galiana. Lectura dramatizada (2003)
- Las niñas muertas no crecen, como niña. Dir. Elena Cánovas. Lectura dramatizada (2003)
- El árbol de Julia, como Julia. Dir. Aitana Galán. Lectura dramatizada (2003)
- Noche de Reyes sin Shakespeare, como Lucía, en el Centro Dramático Nacional. Dir. Mercedes Lezcano (2003-2004)
- La calumnia, como Mary Tilford. Dir. Fernando Méndez-Leite (2004-2006)
- El Principito, como el Principito. (2004-2005)
- Eduardo III, como Príncipe Felipe. Dir. Juan Antonio Hormigón. Lectura dramatizada (2005)
- No sé callar cuando sueño, como Cristina. Dir. Aitana Galán (2006)
- Cuento de invierno, como Mamilio. Dir. Magüi Mira (2006-2007)
- Segunda vida, como Elisa. Dir. Aitana Galán (2007-2008)
- Angelina o el honor de un brigadier, como Angelina. Dir. Juan Carlos Pérez de la Fuente (2009-2011)
- Maniquís. Dir. Ernesto Caballero (2009)
- Las bicicletas son para el verano, como Charito. Dir. Emma Cohen. Lectura dramatizada (2011)
- María Sarmiento, como María Sarmiento. Dir. Fernando Romo (2011)
- La señorita malcriada, como Doña Pepita. Dir. Juan A. Hormigón y la Compañía Nacional de Teatro Clásico (2011)
- Antígona. Siglo XXI, como Ismene. Dir. Emilio del Valle (2012-2014)
- La caja oscura, como Marisa. Dir. Carmen Losa (2013)
- Nada tras la puerta, como Najla. Dir. Mikel Gómez de Segura (2013-2014)
- Lo que vio el mayordomo, como Geraldine. Dir. Joe O'Curneen (2014-2015)
- Las neurosis sexuales de nuestros padres, como Dora. Dir. Aitana Galán (2014-2015)

## Premios y nominaciones
- Nominada al premio Mejor Actriz Revelación en los premios Unión de Actores por su papel de Isabel "Isabelita" de Viana en La Señora[2] (2010)